# Scinax duartei
Scinax duartei là một loài ếch trong họ Nhái bén. Chúng là loài đặc hữu của Brasil.
Các môi trường sống tự nhiên của chúng là đồng cỏ ở cao nhiệt đới hoặc cận nhiệt đới, sông, sông có nước theo mùa, đầm nước ngọt có nước theo mùa, và vùng nhiều đá. Loài này đang bị đe dọa do mất môi trường sống.